# Belgica Subglacial Highlands
Belgica Subglacial Highlands är en platå i Östantarktis. Australien gör anspråk på området.